# Ogyris duaringa
Ogyris duaringa är en fjärilsart som beskrevs av Bethune-Baker 1905. Ogyris duaringa ingår i släktet Ogyris och familjen juvelvingar. Inga underarter finns listade i Catalogue of Life.